# Okolczyska
Okolczyska – polana na płytkiej przełęczy między Miznówką a Jasieniem w Beskidzie Wyspowym. Pod względem administracyjnym należy do miejscowości Lubomierz w województwie małopolskim, w powiecie limanowskim, w gminie Mszana Dolna. Znajduje się na stoku, na wysokości około 870–890 m n.p.m. W 2017 r. jest nadal użytkowana rolniczo jako łąka i pastwisko. Przewodnik turystyczny D. Gacka „Beskid Wyspowy” podaje dla polany nazwę Okół.
Przez polanę prowadzi szlak turystyczny. Z polany ograniczone tylko widoki. W latach 60. XX wieku Polska Akademia Nauk prowadziła na polanach Myszycy i Jasienia szczegółowe obserwacje pasterstwa.

## Szlak turystyczny
przełęcz Przysłop – Nowa Polana – Myszyca – Przełęcz Przysłopek – Okolczyska – Miznówka – Jasień. Czas przejścia: 1:50 h, ↓ 1:15 h.